# Lance Stephenson
Lance Stephenson (ur. 5 września 1990 w Nowym Jorku) – amerykański koszykarz, występujący na pozycji rzucającego obrońcy, obecnie zawodnik Indiana Pacers.
Po udanej karierze w szkole średniej, którą zakończył jako lider pod względem zdobytych punktów stanu Nowy Jork, Stephenson kontynuował grę na Uniwersytecie Cincinnati. Po sezonie na uczelnianych parkietach, zadeklarował się do draftu 2010, w którym został wybrany z 40. numerem przez Indiana Pacers. Po dwóch latach niewielkiej ilości szans na grę, Stephenson wywalczył miejsce w pierwszej piątce. W sezonie 2013/14 przewodził w całej lidze pod względem ilości zdobytych triple-double.

## High school
Stephenson przyciągnął uwagę skautów już w wieku 12 lat, kiedy Clark Francis, łowca talentów, zauważył go podczas turnieju koszykarskiego na Bronksie. Nazwał wtedy Stephensona „najlepszym szóstoklasistą w kraju”.
W 2005 Stephenson zapisał się do szkoły Bishop Luoghlin Memorial High School, ale uczęszczał do niej jedynie trzy dni, zanim jego szkoła przegrała w meczu finałowym ligi juniorów, a on nie otrzymał tytułu MVP. Zaczął uczęszczać do Abraham Lincoln High School w pobliżu swojego domu na Coney Island. Już w pierwszym roku poprowadził szkolną drużynę Railsplitters do tytułu mistrzów miasta. W dwóch kolejnych latach drużyna Lincolna ponownie wygrywała rozgrywki, a Stephenson dwukrotnie został nazwany Graczem Roku przez New York Daily News.
Jako drugoroczniak był najmłodszym graczem, który został przedstawiony w filmie dokumentalnym „Gunnin' for That No. 1 Spot”, w którym przedstawiono ośmiu wyróżniających się graczy szkół średnich. W 2008 został wybrany do drużyny All-USA, wybieranej przez dziennikarzy USA Today, jako jedyny zawodnik nie będący w ostatnim roku szkoły. Rok później znalazł się w drugiej piątce.
W 2006, 2007 i 2008 Stephenson trzykrotnie brał udział w Meczu Gwiazd Under Armour Elite 24 Classic. W 2007 był jednym z 30 zawodników wybranych na USA Basketball Development Festival w amerykańskim narodowym Centrum Olimpijskim w Colorado Springs, Kolorado, podczas którego zdobywał 21,6 punktu i 5,0 zbiórki na mecz.
W lipcu 2008 był w kadrze U-18 Stanów Zjednoczonych, jednak został odsunięty od drużyny z powodu problemów między nim a innymi zawodnikami.
15 lutego 2009 Stephenson pobił rekord Sebastiana Telfaira 2785 punktów i został najlepszym punktującym w historii szkolnej koszykówki w stanie Nowy Jork. W marcu 2009 Stephenson poprowadził Lincoln High do czwartego z rzędu mistrzostwa ligi Public Schools Athletic League (PSAL) klasy AA. W finale wygranym 78-56 Stephenson zdobył 24 punkty i 10 zbiórek, a jego szkoła, jako pierwsza w historii, wygrała cztery tytuły z rzędu.
Jego kariera w szkole średniej zakończyła się w półfinale turnieju stanowego, gdzie Lincoln przegrało z Rice High School, a Stephenson został powstrzymany przez Duranda Scotta, który zdobył ostatecznie też tytuł Gracza Roku Daily News. W swoim ostatnim sezonie w szkole średniej zdobywał średnio 28,9 punktu, 10,2 zbiórki i 3,9 asysty. Stephenson zakończył szkolną karierę z 2946 punktami.
W kwietniu 2009 Stephenson wystąpił w meczu McDonald’s All-American Game, podczas którego zdobył 12 punktów, 6 asyst i trzy przechwyty.

### Rekrutacja
Na początku 2009 Stephenson ogłosił Kansas, St. John’s i Maryland jako uczelnie, do których prawdopodobnie trafi.
Podczas oficjalnej wizyty na uniwersytecie Maryland, Stephenson został oprowadzony po siedzibie głównej firmy Under Armour. Te odwiedziny mogły naruszyć zasady rekrutacji zawodników, jako że szef (CEO) firmy, Kevin Plank, jest absolwentem Maryland i jest członkiem rady nadzorczej uczelni, przez co, w świetle przepisów NCAA, jest „reprezentantem interesów sportowych instytucji”.
Stephenson wstępnie powiedział dziennikarzom, że ogłosi wybór uczelni po meczu finałowym ligi w marcu, ale przełożył ogłoszenie decyzji aż do meczu McDonald’s All-American odbywającego się 1 kwietnia. 31 marca ponownie przełożył ogłoszenie wybranego college'u. 20 maja, w trakcie ostatniego dnia późnego okresu podpisu, Stephenson nie podpisał żadnego listu intencyjnego („Letter of Intent”), ale jego ojciec, Lance Sr. powiedział, że nie podejmie decyzji aż do rozstrzygnięcia sprawy sądowej.
30 czerwca 2009 Stephenson podpisał zgodę o pomoc finansową z Uniwersytetem Cincinnati, w którego drużynie grał w sezonie 2009/10.

## College

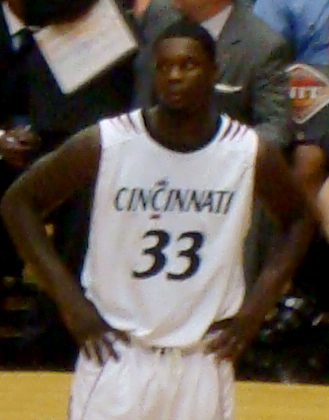
Lance Stephenson w 2010

6 listopada 2009 NCAA dopuściła Stephensona do gry w barwach Bearcats. W swoim debiucie, 15 listopada 2009, zdobył 7 punktów w meczu przeciwko Prairie View A&M. 13 grudnia po raz pierwszy przekroczył granicę dwudziestu punktów, zdobywając ich 22 w przegranym po dwóch dogrywkach meczu z uniwersytetem Xavier. 30 grudnia, w ostatniej sekundzie meczu przeciwko University of Connecticut, Stephenson trafił dwa rzuty osobiste, które dały jego drużynie zwycięstwo. Swoje jedyne double-double na parkietach NCAA zdobył 24 lutego w meczu z DePaul University, osiągając 18 punktów i 10 zbiórek. 6 marca 2010 poprawił rekord punktowy, zdobywając 23 punkty w przegranym meczu z drużyną Georgetown University. W pierwszej rundzie turnieju konferencji Big East Stephenson trafił jeden z dwóch rzutów osobistych na 1,8 sekundy do końca (drugiego celowo nie trafił) i zapewnił swojej drużynie zwycięstwo 69-68 nad Rutgers University. Bearcats doszli do ćwierćfinału turnieju, gdzie zostali pokonani przez West Virginia University. Stephenson zakończył karierę uczelnianą porażką w meczu drugiej rundy turnieju NIT przeciwko Daytona University.
W swoim jedynym sezonie w Cincinnati Stephenson w 34 meczach (32 w wyjściowej piątce) zdobywał średnio 12,3 punktu i 5,4 zbiórki na mecz, rzucając ze skutecznością 44,0% z pola. Był najlepszym punktującym pośród pierwszoroczniaków w konferencji Big East i zdobył nagrodę Big East Freshman of the Year.

## Kariera w NBA

### Sezon 2010/11
Mimo wcześniejszych zapewnień o powrocie na college, 7 kwietnia 2010, Stephenson ogłosił, że nie wykorzysta kolejnych trzech lat możliwości gry na college'u i przystąpi do draftu NBA. W drafcie 2010 został wybrany z 40. numerem w drugiej rundzie przez Indiana Pacers. Stephenson grał dla Pacers w ramach ligi letniej w Orlando. Wystąpił w czterech meczach, w których zdobywał średnio 14,8 punktu przy skuteczności 73,3% z pola, 2,3 zbiórki i 1,5 asysty, grając średnio 23 minuty na mecz. 22 lipca 2010 podpisał kontrakt z Pacers. Został on zawarty na trzy lata z opcją drużyny na czwarty rok.
Stephenson wystąpił w pięciu przedsezonowych spotkaniach, w których zdobywał średnio 3,8 punktu (skuteczność 28% z pola i 12,5% za trzy punkty) i 1,2 zbiórki. Na początku sezonu, przez swoje problemy z prawem i niedoskonałościami obronnymi, Stephenson nie pojawiał się ani na boisku, ani nawet na ławce rezerwowych; był na liście zawodników nieaktywnych. Po 32 meczach, 7 stycznia 2011, Stephenson pojawił się na liście zawodników aktywnych, jednak nie wszedł na boisko. Stephenson zadebiutował w NBA 27 lutego 2011 w meczu przeciwko Phoenix Suns. W cztery minuty zdobył dwa punkty, miał dwie asysty, jedną zbiórkę i jedną stratę. W swoim trzecim meczu, 3 lutego przeciwko Oklahoma City Thunder zanotował 11 punktów, 6 zbiórek i 2 asysty w 20 minut gry. W debiutanckim sezonie wystąpił 12 razy, zdobywając średnio 3,1 punktu, 1,5 zbiórki i 1,8 asysty na mecz, zanim 10 kwietnia 2011 został przez trenera Franka Vogela zdegradowany za naruszenie zasad drużyny i nie zagrał w żadnym z pozostałych meczów sezonu zasadniczego. Nie zagrał też w żadnym z pięciu spotkań fazy play-off, w których Pacers przegrali w pierwszej rundzie 4-1 z Chicago Bulls.

### Sezon 2011/12
Podczas lokautu, który skrócił sezon 2011/12 z 82 do 66 meczów, Stephenson, mimo wyrażenia chęci grania w Chinach lub we Włoszech, pozostał w Indianapolis, gdzie trenował. Po jego zakończeniu, na początku sezonu, Stephenson znalazł miejsce w rotacji i dostawał więcej szans na grę: wystąpił w 32 z 35 meczów drużyny. 11 stycznia 2011 poprawił swój rekord punktowy, zdobywając 12 oczek i dokładając do nich 5 zbiórek i 3 asysty. Pod koniec sezonu był coraz mniej wykorzystywany, grając jedynie w 10 z ostatnich 31 spotkań. 25 kwietnia, w ostatnim meczu sezonu, po raz pierwszy wystąpił w wyjściowej piątce drużyny, zastępując w niej Danny'ego Grangera. Zdobył w nim rekordowe 22 punkty, trafiając 10 z 15 rzutów. W swoim drugim sezonie w NBA uzyskiwał średnio 2,5 punktu, 1,3 zbiórki i 1,1 asysty
Pacers awansowali do fazy play-off z trzeciego miejsca i po pokonaniu w pierwszej rundzie Orlando Magic w pięciu meczach, w półfinale Konferencji Wschodniej zostali pokonani 4-2 przez Miami Heat. Stephenson wystąpił w czterech meczach fazy posezonowej, grając średnio 3 minuty i zdobywając 1,5 punktu.

### Sezon 2012/13
Przed sezonem 2012/13, Stephenson grał w lidze letniej w Orlando. Przewodził tam wszystkim zawodnikom pod względem średniej punktowej (19,8) oraz był trzeci pod względem wskaźnika asyst na mecz (4,8). Został wybrany do pierwszej piątki imprezy.
Sezon 2012/13 był dla Stephensona przełomowy. Z powodu kontuzji kolana, najlepszy punktujący Pacers w poprzednich pięciu sezonach, Danny Granger opuścił większość sezonu 2012/13. Początkowo jego miejsce zajmowali Gerald Green i Sam Young, lecz po dobrej grze w pierwszych sześciu meczach, do wyjściowej piątki został powołany Stephenson. 30 stycznia 2013, w meczu przeciwko Detroit Pistons zanotował pierwsze double-double w NBA, zdobywając 12 punktów i 11 zbiórek. W trakcie sezonu trzykrotnie przekraczał granicę 20 zdobytych punktów: 29 stycznia, w przegranym spotkaniu z Denver Nuggets zdobył 20 punktów, w wygranej nad Rockets 27 marca uzyskał 21 punktów, a w przedostatnim meczu sezonu regularnego, 14 kwietnia, wyrównał swój rekord, notując 22 punkty przeciwko New York Knicks. W grudniu 2012 opuścił dwa mecze z kontuzją prawej kostki. 27 lutego został ukarany przez ligę karą pieniężną w wysokości 35 000 dolarów za udział w przepychankach w trakcie meczu Pacers-Warriors. W marcu 2013 opuścił jeden mecz z naciągniętym prawym zginaczem stawu biodrowego. Stephenson w 78 meczach sezonu regularnego grał średnio 29,2 minuty i zdobywał 8,8 punktu przy 46% skuteczności z pola, 3,9 zbiórki, 2,9 asysty i 1,0 przechwytu na mecz.
Pacers awansowali do fazy posezonowej z trzeciego miejsca na Wschodzie. W pierwszej rundzie pokonali zespół Atlanta Hawks 4-2. W swoim pierwszym meczu w wyjściowej piątce w play-offach Stephenson miał 13 punktów, 5 zbiórek, 4 asysty i 3 przechwyty. W następnej rundzie Pacers zmierzyli się z New York Knicks. W pierwszym meczu tej serii Stephenson zdobył double-double z 11 punktami i 13 zbiórkami. W meczu nr 6, przy prowadzeniu Indiany 3-2, Stephenson zdobył rekordowe 25 punktów, rzucając 9 z 13 rzutów; miał też 10 zbiórek i 3 asysty, znacząco przyczyniając się do wygranej drużyny i awansu do Finałów Konferencji, w których zmierzyli się z Heat. Mimo słabszych występów w pierwszych trzech meczach, w których trafił tylko 8 z 32 rzutów, Stephenson w meczu nr 4 zdobył 20 punktów, trafiając 9 z 15 oddanych rzutów. Pacers ostatecznie przegrali po siedmiu meczach, a Stephenson na przestrzeni całych play-offów zdobywał średnio 9,4 punktu, 7,6 zbiórki, 3,3 asysty i 1,2 przechwytu, grając 35,4 minuty na mecz.

### Sezon 2013/14
Sezon 2013/14 był kolejnym sezonem postępów Stephensona. 11 listopada 2013 w spotkaniu z Memphis Grizzlies zanotował pierwsze triple-double w karierze z 13 punktami, 11 zbiórkami i 12 asystami. W dwóch spotkaniach przeciwko Boston Celtics, które zostały rozegrane 22 listopada i 22 grudnia, Stephenson osiągnął drugie i trzecie triple-double. W pierwszym z nich uzyskał 10 punktów, 10 zbiórek i 11 asyst, a w drugim 12 punktów, 10 asyst i 10 zbiórek. 16 stycznia 2014 poprawił swój rekord kariery, zdobywając 28 punktów w wygranej nad nowojorskimi Knicks. W trakcie sezonu jego postępy zostały zauważone przez dziennikarzy, którzy typowali go na kandydata do tytułu Most Improved Player. Niektórzy dziennikarze widzieli w Stephensonie kandydata do rezerw Konferencji Wschodniej na Mecz Gwiazd NBA. Ostatecznie nie został wybrany do składu. Dzień po ogłoszeniu rezerw na mecz gwiazd, 30 stycznia, Stephenson osiągnął czwarte triple-double z 14 punktami, 10 zbiórkami i 10 asystami. W sezonie 2013/14 przewodził w całej lidze pod względem ilości uzyskanych triple-double, z pięcioma na koncie, uzyskując jeszcze jedno 13 kwietnia 2014, przeciwko Oklahoma City Thunder (17 punktów, 11 asyst, 10 zbiórek). Ustanowił tym samym rekord klubu z Indianapolis pod względem liczby triple-double w jednym sezonie. Na przestrzeni całego sezonu Stephenson zdobywał średnio 13,8 punktu, 7,2 zbiórki i 4,6 asysty na mecz, rzucając ze skutecznością 49,1% z gry (w tym 35,2% za trzy). W głosowaniu na zawodnika, który poczynił największe postępy był drugi, tylko za Goranem Dragiciem. Pacers zakończyli sezon na pierwszym miejscu w Konferencji Wschodniej.

### Sezon 2014/15
18 lipca 2014 podpisał kontrakt z Charlotte Hornets. Według serwisu ESPN umowa jest została zawarta na trzy lata i jest warta 27 milionów dolarów. 29 października, w swoim pierwszym meczu w barwach Hornets, przeciwko Milwaukee Bucks, uzyskał 7 punktów, 13 zbiórek i 8 asyst. 7 listopada 2014, w spotkaniu z Atlantą Hawks oddał celny rzut trzypunktowy pod koniec drugiej dogrywki, który dał jego drużynie zwycięstwo 122–119. Stephenson zdobył w tym meczu swoje pierwsze double-double sezonu: 17 punktów i 13 zbiórek.

### Sezon 2015/16
W czerwcu 2015 roku w wyniku wymiany trafił do klubu Los Angeles Clippers.
18 lutego 2016 roku wraz z przyszłym wyborem w pierwszej rundzie draftu trafił do Memphis Grizzlies w zamian za Jeffa Greena.

### 2016/17
14 września 2016 roku podpisał umowę z New Orleans Pelicans.
8 lutego 2017 podpisał 10-dniowy kontrakt z Minnesotą Timberwolves. 8 marca podpisał kolejną 10-dniową umowę, powracając po kontuzji zwichnięcia kostki. 30 marca powrócił w szeregi Indiany Pacers.
W czerwcu 2018 Indiana Pacers postanowiła nie korzystać z opcji zespołu na sezon 2018/19 która widniała w kontrakcie Lance’a. Stephenson w sezonie 2017/18 notował średnio prawie 10 punktów, ponad 5 zbiórek i 3 asysty na mecz.
10 lipca 2018 podpisał roczną umowę z Los Angeles Lakers.
1 sierpnia 2019 dołączył do chińskiego Liaoning Flying Leopards. 22 grudnia 2021 zawarł 10-dniowy kontrakt z Atlantą Hawks. 1 stycznia 2022 podpisał 10-dniową umowę z Indiana Pacers. 10 dni później zawarł kolejną, identyczną umowę z klubem.

## Osiągnięcia
Stan na 13 października 2023, na podstawie, o ile nie zaznaczono inaczej.
NCAA
- Debiutant sezonu Big East (2010)[113]
- Zaliczony do I składu debiutantów Big East (2010)

NBA
- Zaliczony do I składu letniej ligi NBA w Orlando (2012)

## Statystyki

### NCAA
Na podstawie Sports-Reference.com (ang.) i gobearcats.com (ang.)
| Sezon   | Drużyna    | M  | S5 | MPG  | FG%   | 3P%   | FT%   | RPG | APG | SPG | BPG | PPG  |
| ------- | ---------- | -- | -- | ---- | ----- | ----- | ----- | --- | --- | --- | --- | ---- |
| 2009/10 | Cincinnati | 34 | 32 | 28,2 | 44,0% | 21,9% | 66,4% | 5,4 | 2,5 | 0,9 | 0,2 | 12,3 |

## Statystyki NBA
Na podstawie Basketball-Reference.com (ang.)

Stan na koniec sezonu 2018/19

### Sezon regularny
| Sezon   | Drużyna       | M   | S5  | MPG  | FG%   | 3P%   | FT%   | RPG | APG | SPG | BPG | PPG  |
| ------- | ------------- | --- | --- | ---- | ----- | ----- | ----- | --- | --- | --- | --- | ---- |
| 2010/11 | Indiana       | 12  | 0   | 9,6  | 33,3% | 0,0%  | 78,6% | 1,5 | 1,8 | 0,3 | 0,0 | 3,1  |
| 2011/12 | Indiana       | 42  | 1   | 10,5 | 37,6% | 13,3% | 47,1% | 1,3 | 1,1 | 0,5 | 0,1 | 2,5  |
| 2012/13 | Indiana       | 78  | 72  | 29,2 | 46,0% | 33,0% | 65,2% | 3,9 | 2,9 | 1,0 | 0,2 | 8,8  |
| 2013/14 | Indiana       | 78  | 78  | 35,3 | 49,1% | 35,2% | 71,1% | 7,2 | 4,6 | 0,7 | 0,1 | 13,8 |
| 2014/15 | Charlotte     | 61  | 25  | 25,8 | 37,6% | 17,1% | 62,7% | 4,5 | 3,9 | 0,6 | 0,1 | 8,2  |
| 2015/16 | L.A. Clippers | 43  | 10  | 15,8 | 49,4% | 40,4% | 70,0% | 2,5 | 1,4 | 0,6 | 0,1 | 4,7  |
| 2015/16 | Memphis       | 26  | 3   | 26,6 | 47,4% | 35,5% | 81,5% | 4,4 | 2,8 | 0,7 | 0,2 | 14,2 |
| 2016/17 | New Orleans   | 6   | 0   | 27,0 | 47,3% | 10,0% | 62,5% | 3,0 | 4,8 | 0,3 | 0,2 | 9,7  |
| 2016/17 | Minnesota     | 6   | 0   | 11,2 | 47,6% | 0,0%  | 50,0% | 1,7 | 0,8 | 0,0 | 0,0 | 3,5  |
| 2016/17 | Indiana       | 6   | 0   | 22,0 | 40,9% | 62,5% | 66,7% | 4,0 | 4,2 | 0,5 | 0,3 | 7,2  |
| 2017/18 | Indiana       | 82  | 7   | 22,6 | 42,7% | 28,9% | 66,1% | 5,2 | 2,9 | 0,6 | 0,2 | 9,2  |
| 2018/19 | L.A. Lakers   | 68  | 3   | 16,5 | 42,6% | 37,1% | 68,5% | 3,2 | 2,1 | 0,6 | 0,1 | 7,2  |
| Razem   |               | 508 | 199 | 23,4 | 44,4% | 31,5% | 68,5% | 4,2 | 2,9 | 0,7 | 0,1 | 8,6  |

### Play-off
| Sezon | Drużyna | M  | S5 | MPG  | FG%   | 3P%   | FT%   | RPG | APG | SPG | BPG | PPG  |
| ----- | ------- | -- | -- | ---- | ----- | ----- | ----- | --- | --- | --- | --- | ---- |
| 2012  | Indiana | 4  | 0  | 3,0  | 22,2% | 50,0% | 50,0% | 0,0 | 0,3 | 0,0 | 0,0 | 1,5  |
| 2013  | Indiana | 19 | 19 | 35,4 | 40,8% | 28,1% | 62,2% | 7,6 | 3,3 | 1,2 | 0,1 | 9,4  |
| 2014  | Indiana | 18 | 18 | 37,2 | 45,5% | 34,4% | 71,4% | 7,1 | 4,4 | 0,9 | 0,2 | 13,8 |
| 2016  | Memphis | 4  | 0  | 23,8 | 52,3% | 40,0% | 80,0% | 1,5 | 1,8 | 0,3 | 0   | 13,0 |
| 2017  | Indiana | 4  | 0  | 26,8 | 50,9% | 38,9% | 75,0% | 5,3 | 2,8 | 0,5 | 0   | 16,0 |
| 2018  | Indiana | 7  | 0  | 21,3 | 46,2% | 30,8% | 55,6% | 2,7 | 2,9 | 0,3 | 0,1 | 10,4 |
| Razem |         | 57 | 38 | 30,5 | 44,8% | 33,0% | 67,0% | 5,6 | 3,2 | 0,8 | 0,1 | 11,1 |

## Poza boiskiem

### Życie prywatne
Stephenson jest synem Lance'a Sr. i Bernadette Stephenson. Ma młodszego brata Lantza oraz córkę Liarę.

### Kłopoty z prawem
W styczniu 2008 Stephenson został zawieszony przez szkołę Lincoln High School na pięć dni i opuścił dwa mecze drużyny za bójkę z kolegą z drużyny. W październiku tego samego roku został aresztowany za obmacywanie (ang. „groping”) 17-letniej uczennicy w szkole. Wyrokiem sądu, Stephenson został skazany na trzy dni prac społecznych.
16 sierpnia 2010 Stephenson został aresztowany za zepchnięcie swojej dziewczyny, Jasmine Williams, ze schodów i późniejsze uderzenie jej głową o dolny stopień. Williams trafiła do szpitala z obrażeniami głowy i szyi, a Stephensonowi groziło nawet 12 lat więzienia. Ostatecznie w lutym 2011 sprawa została umorzona.